# ديفيد ستاركي
ديفيد روبرت ستاركي الحائز على رتبة الإمبراطورية البريطانية (من مواليد 3 يناير 1945) هو مؤرخ إنجليزي ومقدم برامج إذاعية وتلفزيونية، وله آراء يصفها بأنها محافظة. وهو الطفل الوحيد لوالديه من الكويكرز (جمعية الأصدقاء الدينية)، والتحق بمدرسة القواعد كيندال قبل أن يدرس التاريخ في جامعة كامبريدج بمنحة دراسية. وهناك تخصص في تاريخ أسرة تيودور، حيث كتب أطروحة عن منزل الملك هنري الثامن. وانتقل من كامبريدج إلى كلية لندن للاقتصاد، حيث عمل محاضرًا في التاريخ حتى عام 1998. وقد ألف عدة كتب عن عائلة تيودور.
ظهر ستاركي لأول مرة على شاشة التلفاز في عام 1977. وكان مساهمًا منتظمًا في بي بي سي راديو 4 في برنامج المناظرة المتاهة الأخلاقية، وأكسبه لسانه اللاذع لقب «الرجل الأكثر وقاحة في بريطانيا»؛ وقد قوبل ظهوره المتكرر في برنامج وقت الأسئلة بالنقد والتصفيق. وقدم ستاركي عدة أفلام وثائقية تاريخية. وفي عام 2002 وقع عقدًا بقيمة 2 مليون جنيه إسترليني مع القناة الرابعة لمدة 25 ساعة تلفزيونية، وفي عام 2011 كان مساهمًا في سلسلة القناة الرابعة مدرسة أحلام جيمي.
انتُقد ستاركي بعنف بسبب تعليق أدلى به خلال مقابلة بودكاست مع دارين غرايمز في يونيو عام 2020 والذي اعتُبر تعليقًا عنصريًا، وقد اعتذر عنه لاحقًا. وبعد ذلك مباشرة استقال كزميل فخري من جامعته القديمة كلية فيتزويليام، وألغيت العديد من شهادات الدكتوراه الفخرية والزمالات التي لديه، كما ألغيت عقود الكتب وعضويات الجمعيات العلمية، وسحبت ميداليته ميدليكوت.

## سنواته المبكرة وتعليمه
ولد ستاركي في 3 يناير عام 1945 في كيندال في واستمورلند. وهو الطفل الوحيد لروبرت ستاركي وإلسي ليون، وهما من الكويكرز وكانا قد تزوجا قبل 10 سنوات في بولتن في منزل اجتماع الأصدقاء. كان جده لوالده غزال قطن، وكان والده رئيس العمال في مصنع للغسالات، بينما اتبعت والدته خطى والدها وأصبحت تعمل في حياكة القطن ثم أصبحت عاملة نظافة فيما بعد. وكلاهما وُلدا في أولدم وانتقلا إلى كيندال في الثلاثينيات من القرن العشرين خلال فترة الكساد الكبير. ونشأ في بيئة قاسية ومقتصدة وقريبة من الفقر، وغالبًا ما كان والداه عاطلين عن العمل لفترات طويلة من الزمن؛ وهي بيئة علمته فيما بعد «قيمة المال». وكان ستاركي مبهمًا في وصف والدته، ووصفها بأنها «رائعة» من حيث أنها ساعدت في تطوير طموحه، و«وحشية» ومحبطة فكريًا وعاشت من خلال ابنها. «لقد كانت والدة رائعة ولكن أيضًا مخيفة للغاية. أخيرًا كانت مثل بجماليون. أرادت مخلوقًا، أرادت شيئًا صنعته». وتناقضت هيمنتها بشكل حاد مع والده، الذي كان «شاعريًا، ومتأملًا، ومنعزلاً. كأب كان ضعيفًا». وكانت علاقتهما «بعيدة»، لكنها تحسنت بعد وفاة والدته في عام 1977.
ولد ستاركي بحنفٍ في القدمين. عولجت أحداهما مبكرًا، بينما أجريت عملية للقدم الأخرى عدة مرات. كما أنه يعاني من شلل الأطفال. ومر بانهيار عصبي في المدرسة الثانوية، وفي عمر 13 نقلته والدته إلى نزل داخلي في ساوثبورت، حيث قضى عدة أشهر يتعافى. وألقى ستاركي باللوم في ذلك على التجربة غير المألوفة للوجود في «بيئة تنافسية للغاية». ونجح في نهاية المطاف في مدرسة القواعد كيندال، وفاز بجوائز المناظرة وظهر في المسرحيات المدرسية. 
على الرغم من أنه أظهر ميلًا مبكرًا نحو العلم، فقد اختار بدلاً من ذلك دراسة التاريخ. ومكنته المنحة الدراسية من الالتحاق بكلية فيتزويليام في جامعة كامبريدج، حيث حصل على الدرجة الأولى، ونال الدكتوراه والزمالة.
كان ستاركي مفتونًا بالملك هنري الثامن، وركزت أطروحته للدكتوراه على الأسرة الداخلية لملك تيودور. وكان مشرفه الأستاذ السير جيوفري إلتون خبيرًا في فترة أسرة تيودور. وادعى ستاركي أنه مع تقدم العمر أصبح معلمه «نزقًا» و «مغرورًا». وفي عام 1983 عندما حصل إلتون على لقب فارس سخر ستاركي من إحدى مقالاته، وهي كرومويل ريديفوس (كرومويل المعاد تدويره)، ورد إلتون بكتابة مراجعة «صادمة للغاية» حول مجموعة المقالات التي حررها ستاركي. وأعرب ستاركي في وقت لاحق عن ندمه على الخلاف: «يؤسفني أن الأمر حدث أساسًا».

## مسيرته المهنية
كان ستاركي زميلًا في كلية فيتزويليام في جامعة كامبريدج منذ عام 1970 حتى عام 1972. وبسبب الملل في كامبريدج انجذب إلى المشهد المثلي في لندن، وحصل على منصب محاضر في قسم التاريخ الدولي في كلية لندن للاقتصاد في عام 1972. وادعى أنه «مدافع شديد الحماس عن تعدد الشركاء الجنسيين»، ويسعى لتحرير نفسه من والدته التي رفضت بشدة مثليته الجنسية. وأنهى حياته المهنية التي استمرت 30 عامًا كمدرس جامعي في عام 1998، مشيرًا لاحقًا إلى الملل والانزعاج من المتطلبات الإدارية للحياة الأكاديمية الحديثة. وبعد أن كتب وقدم المسلسل الوثائقي للقناة الرابعة هذه أرض إنجلترا عام 1984، بدأ بكتابة وتقديم العديد من الأفلام الوثائقية التاريخية لقناة بي بي سي، بدءًا من عمله هنري الثامن (1998) الحائز على جائزة إندي.
كان ستاركي قد اكتسب سمعة سيئة كعضو في حلقة النقاش في راديو بي بي سي 4 في برنامج المناظرة المتاهة الأخلاقية، حيث كان يناقش القضايا الأخلاقية المعاصرة جنبًا إلى جنب مع زملائه المحاورين الحاخام هوغو جرين والسير روجر سكروتن والصحفية جانيت دالي منذ عام 1992. ما أكسبه سمعة الوقاحة. وأوضح في عام 2007 أن شخصيته تمتلك «ميلًا نحو الظهور، ونحو الانغماس في الذات والانفجار والرد والسخافة العرضية والمبالغة». ومنحته صحيفة ديلي ميل لقب «الرجل الأكثر وقاحة في بريطانيا»، وقيل إن ستاركي قال لأصدقائه «لا تقلقوا أيها الأعزاء، هذه السمعة قيمتها على الأقل 100 ألف جنيه إسترليني سنويًا»، مدعيًا أن شخصيته كانت جزءًا من «صورة مناسبة». وهاجم ذات مرة جورج أوستن رئيس شمامسة يورك، بسبب «سمنته، وصلافته، وغروره»، ولكن بعد تسعة أعوام قضاها في البرنامج غادره، مشيرًا إلى ملله من كونه «دكتور وقح» وانتقاله إلى برنامج مسائي.
من عام 1995 قضى أيضًا ثلاث سنوات في الراديو الحواري البريطاني، حيث قدم برنامج ستاركي يوم السبت، ولاحقًا تغير اسمه إلى ستاركي يوم الأحد. وأثبتت مقابلة له مع دينيس هيلي أنها واحدة من أكثر لحظاته إحراجًا: «ظننت خطأً أنه أصبح عجوزًا ودودًا ولطيفًا وسينخرط في محادثة ممتعة، لكنه مزقني فعليًا. أضحك على ذلك الآن، لكنني لم أشعر بالرغبة في الضحك في ذلك الوقت».
كان أول ظهور تلفزيوني له في عام 1977 على تلفاز إي تي في غرناطة في برنامج هذب نفسك مع راسيل هارتي. وكان شاهدًا في دعوة قضائية في برنامج آي تي في برنامج محاكمة ريتشارد الثالث عام 1984، وفيه برأت هيئة المحلفين الملك من قتل أميري البرج على أساس عدم كفاية الأدلة. وحققت أفلامه الوثائقية التلفزيونية عن الزوجات الست لهنري الثامن وإليزابيث الأولى نجاحات في التصنيف. وجرى تقليد أسلوبه المليء بالحيوية والإيقاع المتقطع للسيناريو بشكل كبير.
في عام 2002 وقع عقدًا بقيمة 2 مليون جنيه إسترليني مع القناة الرابعة لإنتاج 25 ساعة متلفزة، ويتضمن ذلك عرض الملكية، وهو سجل لتاريخ الملوك والملكات الإنجليز من العصر الأنجلو ساكسوني فصاعدًا. وعام 2009 قدم سلسلة هنري: عقلية طاغية، والتي وصفها المراجع في صحيفة إندبندنت برايان فينر بأنها «رائعة للغاية»، على الرغم من أن إيه إيه غيل كان غير راضٍ عن المسلسل وسماه «مرحبًا! تاريخ». واشتكى ستاركي في مقابلة حول المسلسل لراديو تايمز من أن الكثير من المؤرخين لم يركزوا على هنري، ولكن التركيز كان على زوجاته. في إشارة إلى «تأنيث التاريخ»، وقال: «الكثير من الكتاب الذين يكتبون عن هذا هم من الإناث والكثير من جمهورهم من الإناث». ودفع هذا المؤرخ لوسي ورسلي إلى وصف تعليقاته بأنها تدل على كراهية للنساء. وفي الآونة الأخيرة في عام 2011 قدم خمسة دروس في التاريخ على القناة الرابعة في مدرسة أحلام جيمي، وبعد ذلك انتقد نظام التعليم الحكومي.